# Дагон (оповідання)
«Даго́н» (англ. Dagon) — оповідання американського письменника-фантаста Говарда Лавкрафта, написане в 1917 році та вперше опубліковане в журналі «The Vagrant» у листопаді 1919 року.

## Сюжет

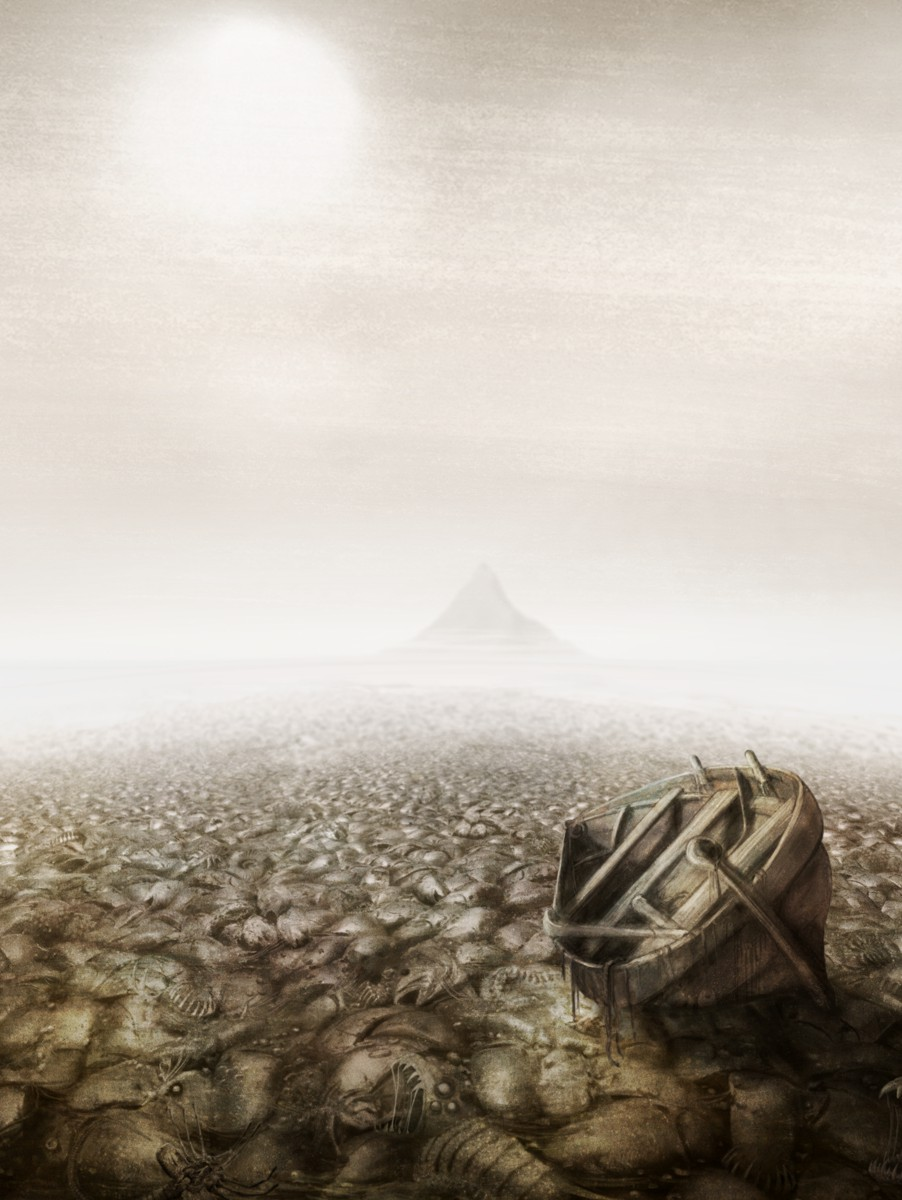
Острів Дагона

Оповідання подане у вигляді передсмертної записки чоловіка, який побачив істоту, на ім'я Дагон. Плаваючи в рідко відвідуваних куточках Тихого океану, його корабель потрапляє в полон до німців. Проте вже менше, ніж через 5 днів оповідачеві завдяки ненадійній охороні вдається втекти на маленькій шлюпці з достатньою кількістю їжі і води. Протягом декількох днів він пливе, не зустрічаючи ні кораблів, ні землі.
В одну з ночей йому сниться кошмар, і, прокинувшись, він виявляє себе потопаючим у в'язкому, чорному болоті, досить далеко від свого човна. Все навколо усіяне кістками риб та інших морських істот, в повітрі стоїть жахливий сморід. Судячи з усього, це острів, що утворився при піднятті ділянки морського дна. Через три дні болото висихає, і він вирушає до невідомої мети. Вдалині видніється досить високий пагорб. Оповідач прямує до нього, дорогою засинає і бачить кошмари. За пагорбом знаходиться каньйон, він спускається в нього і бачить там дивний стовп з древнім, таємничим різьбленням. На стовпі зображено сцени життя людиноподібних водяних істот, ієрогліфічні написи невідомою мовою. Несподівано з товщі води з'являється величезна істота Дагон і охоплює стовп своїми руками. Після цього видовища головний герой, нічого не тямлячи, тікає з острова на шлюпці, і перебуваючи в стані тимчасового божевілля, виспівує моторошні й незрозумілі пісні. Вранці його знаходить американський корабель і везе в Сан-Франциско, де головний герой отямлюється в госпіталі.
Оповідач не може звільнитися від жахливих спогадів, втрачає відчуття різниці між реальністю і фантазією. Він чує шум за дверима і йому ввижається рука. Єдиний вихід бачиться в самогубстві — викинутися з вікна.

## Адаптації
- «Дагон» (2001) — фільм Стюарта Гордона, знятий за мотивами оповідань «Дагон» і «Морок над Інсмутом».
- «Дагон: війна світів» (англ. Dagon: War of Worlds) (2015) — аудіоадаптація оповідання, створена товариством H. P. Lovecraft Historical Society як частина серії «Dark Adventure Radio Theatre»[1].